# 耿冻路
耿冻路，元朝时设置的路。
元顺帝至正七年（1347年）正月置，治所在今云南省景洪市北整董。属车里府。明朝洪武十五年（1382年）废入车里军民府。 